# 386 v.Chr.
Het jaar 386 v.Chr. is een jaartal volgens de christelijke jaartelling.

## Gebeurtenissen

### Griekenland
- Agesilaüs II van Sparta belegert Mantinea in Arcadië.
- In Boeotië wordt de stad Plataea herbouwd.

### Italië
- Dionysius I van Syracuse vestigt een handelskolonie bij de Etruskische stad Atri aan de Adriatische Zee.

### China
- In de Zhao (staat) wordt de Chinese stad Handan gesticht.